# 潘永基
潘 永基（はん えいき、483年 - 538年）は、北魏から東魏にかけての軍人・政治家。字は紹業。本貫は長楽郡広宗県。

## 経歴
中書侍郎の潘霊虬の子として生まれた。冀州鎮東府法曹行参軍となり、威烈将軍・揚州曲陽戍主に転じた。西硤石戍主となり、治陳留南梁二郡事をつとめた。揚州車騎府主簿となり、虎賁中郎将・直寝・前将軍に累進した。持節・平北将軍・冀州防城都督・長楽郡太守として出向した。葛栄が信都を攻撃し、城を水攻めにして包囲した。永基は冀州刺史の元孚と協力して、防戦にあたった。城外からの援軍はなく、城内は食糧が乏しくなって、春から冬となり、力尽きて陥落した。葛栄が元孚を殺害しようとすると、永基は元孚の身代りとなることを申し出た。
529年（永安2年）、潁川郡太守に任じられ、鎮東将軍・東徐州刺史に転じた。南朝梁の将の曹世宗・馬洪武らが侵攻してくると、永基はこれを迎え撃って撃破した。永熙年間、征東将軍・金紫光禄大夫の位を受け、車騎将軍・左光禄大夫に進んだ。まもなく衛大将軍の位を加えられ、再び東徐州刺史に任じられた。538年（元象元年）、死去した。享年は56。散騎常侍・都督冀瀛滄三州諸軍事・驃騎大将軍・尚書右僕射・司徒公・冀州刺史の位を追贈された。

## 子女
- 潘子義（隋のとき尚書右丞）
- 潘子礼（州主簿）
- 潘子智（東魏の武定年間に太尉士曹参軍）

## 伝記資料
- 『魏書』巻72 列伝第60
- 『北史』巻45 列伝第33